# Venezillo lepidus
Venezillo lepidus là một loài chân đều trong họ Armadillidae. Loài này được Nunomura miêu tả khoa học năm 2003.